# Literatura medieval croata

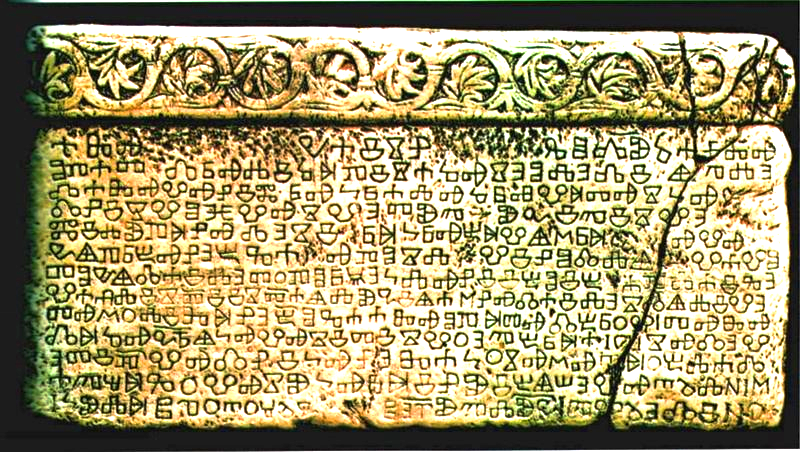
Baščanska ploča grabado en piedra en alfabeto glagolítico.

La literatura medieval croata cubre el período desde los siglos VIII y IX hasta el XVI.

## Textos medievales
La mayoría de los textos litúrgicos se han conservado hasta nuestros días. Del siglo XI provienen, por ejemplo, Valunska ploča, Plominski natpis, Krčki natpis, o Baščanska ploča. Este último es el primer texto escrito en lengua vernácula con elementos del eslavo eclesiástico y menciona el término "croata" por primera vez. Del siglo XII vienen Senjska ploča; Plastovski natpis, Kninski natpis o Supetarski ulomák.
Los textos de naturaleza legal están representados, por ejemplo, por Natpis povaljskoga praga, que se encontró en la isla de Brač y data de 1184 y consta de 23 códices conocidos y válidos en ese momento, así como registros de negociaciones mutuas de gobernantes medievales. Es el texto cirílico más antiguo que se ha conservado en el territorio de la actual Croacia. Otros códigos que pertenecen a la literatura medieval croata incluyen Vinodolski zakon de 1288, el estatuto de Poljički de 1444 o Istarski razvod de 1568 (probablemente se ha conservado una transcripción de un texto más antiguo). Los tres se referían principalmente al derecho de la tierra y a los posibles derechos sucesorios y se escribieron escritos en alfabeto glagolítico.
Como fue el caso en toda la Europa medieval, las alexíadas y la Crónica de Troya eran muy populares entre la clase educada en Croacia. Ambos fueron traducidos al idioma vernáculo (eslavo).
En el ambiente croata, la literatura apócrifa también se tradujo a la lengua vernácula. Estos incluyen, por ejemplo, la Vida de Adán, el Evangelio de Nicodemo o la Visión de Tondale.

## Lenguaje y escritura

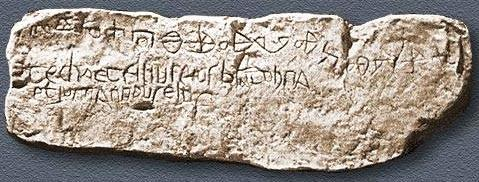
Valunska ploča, una inscripción en el alfabeto glagolítico del.

Los textos escritos hasta el siglo XIV fueron escritos en alfabeto cirílico o glagolítico. Entre las escrituras individuales, muchos textos fueron transcritos o traducidos de idiomas de estilo superior (latín, eslavo eclesiástico) a idiomas de estilo inferior (lengua vernácula eslava, la base del futuro croata). Este es el caso de la Crónica de Pop Dukljanin, que fue escrita en latín en el siglo XII y luego traducida al croata unos 200 años después. Otra crónica histórica fue el Registro de Pop Martinec, que no se ha conservado en su totalidad, pero proporcionó a los historiadores información valiosa sobre el curso de la batalla de Krbava.
Ya en la literatura croata medieval es posible encontrar diferencias entre los textos chakaviano, kaikaviano y estocavo, lo que demuestra la existencia a largo plazo de los tres principales dialectos croatas. En el dialecto de chakaviano, se han conservado textos escritos en alfabetos glagolítico y latino, en el caso del estocavo los textos están en alfabeto latino o cirílico, principalmente debido a la influencia del cristianismo oriental y el Imperio bizantino. Los textos kaikavianos se conservan sólo en escritura latina y probablemente fueron escritos bajo la influencia del húngaro.